# Novi Senkovac
Novi Senkovac – wieś w Chorwacji, w żupanii virowiticko-podrawskiej, w mieście Slatina. W 2011 roku liczyła 301 mieszkańców.